# Willis Otáñez
Willis Alexander Otáñez (nacido el 19 de abril de 1973 en Cotuí) es un infielder dominicano de Grandes Ligas que se encuentra en la agencia libre en las mayores. Actualmente juega para los rieleros de Aguascalientes  de la Liga Mexicana de Béisbol.
Otáñez fue firmado originalmente por los Dodgers de Los Ángeles como amateur en 1990. Jugó en el sistema de novatos de los Dodgers durante la temporada 1995, luego fue canjeado junto con el venezolano Miguel Cairo a los Marineros de Seattle por el tercera base Mike Blowers. Apenas duró un par de meses con Seattle antes de ser colocado en waivers y reclamado por los Orioles de Baltimore.
Otáñez hizo su debut en las Grandes Ligas con los Orioles de Baltimore el 25 de agosto de 1998. Jugó el resto de 1998 y parte de 1999 con los Orioles antes de ser reclamado en waivers por los Azulejos de Toronto. En el 2000, regresó a las ligas menores de los Azulejos.
Otáñez pasó a jugar en la organización de los Bravos de Atlanta en 2001, luego jugó para los Bridgeport Bluefish de la Atlantic League of Professional Baseball en 2002. Después de iniciar el 2003 con los Bluefish, volvió al sistema de los Orioles para terminar la temporada. Después de pasar una temporada completa en Bridgeport en el año 2004, dividió las posteriores temporadas entre varios equipos de la Liga Mexicana y la Liga del Atlántico. Firmó con los Pericos de Puebla en la temporada 2009 antes de ser firmado por los Broncos en 2011.
También Otáñez ha jugado en la LIDOM Con diferentes equipos, entre ellos los Tigres del Licey con el cual ganó el premio de jugador más valioso de la liga de la campaña 2005-2006, también jugó con los Leones del Escogido y con los Toros del Este.